# 1766 en santé et médecine
| Années de la santé et de la médecine : 1763 - 1764 - 1765 - 1766 - 1767 - 1768 - 1769    |
| Décennies de la santé et de la médecine : 1730 - 1740 - 1750 - 1760 - 1770 - 1780 - 1790 |

Cet article présente les faits marquants de l'année 1766 en santé et médecine.

## Événements
- Louis XV nomme Pierre Bayen apothicaire major des camps et armées[1].
- Franz-Anton Mesmer (1734-1815) passe sa thèse Dissertatio Physico-Medica De Planetarum Influxu[2] à Vienne sous la direction de Gerard van Swieten (1700-1772)[3].
- Paul-Jacques Malouin devient pensionnaire chimiste à l’Académie royale des sciences de Paris[4].

## Naissances
- 6 novembre : Carlo Botta (mort en 1837), médecin et historien italien[5].

## Décès
- 15 avril : Robert Whytt (né en 1714), médecin écossais[6].
- 5 mai : Jean Astruc (né en 1684), médecin théoricien français[7].